# Preben Jørgensen
Preben Jørgensen (Arendal, 10 maggio 1953) è un ex calciatore norvegese, di ruolo attaccante.

## Carriera
Jørgensen ha vestito la maglia dello Start dal 1975 al 1982. Il 15 settembre 1976 ha avuto l'opportunità di giocare la prima partita nelle competizioni europee per club: è stato infatti schierato titolare nella sconfitta per 2-1 subita in casa del Wacker Innsbruck, sfida valida per l'edizione stagionale della Coppa UEFA. Nel corso della sua permanenza in squadra, ha contribuito alla vittoria di due campionati norvegesi (1978 e 1980). Terminata l'esperienza allo Start, Jørgensen ha giocato quattro stagioni nel Jerv.

## Palmarès

### Club
- Campionato norvegese: 2

Start: 1978, 1980